# Spodnje Škofije
Spodnje Škofije (italijansko Scofie) so večje obmejno, večinoma obcestno naselje s skoraj 1.500 prebivalci v Slovenski Istri, ki upravno spada pod Mestno občino Koper. 
Zaselek Valmarin je opredeljen kot območje, kjer avtohtono živijo pripadniki italijanske narodne skupnosti in kjer je poleg slovenščine uradni jezik tudi italijanščina.

## Lega
Nekdanje kmečko, danes pa povsem urbanizirano naselje leži na nizkem prevalu med Kaštelirjem (244 m) na zahodu in Tinjanom (374 m) na vzhodu, imenovanem tudi Škofijski prag.
Po od 50 do 200 metrov širokem pasu so bile (oziroma so) speljane avtocesta, »stara cesta« in ozkotirna železniška proga Porečanka, ukinjena leta 1935. Avtocesta je bila zgrajena pred nekaj leti, stara cesta pa ima zagotovo zametke v prazgodovini, saj so jo varovala gradišča na obeh okoliških vzpetinah. Ob tej starodavni cesti, ki je povezovala Trst in Koper, se je razvilo naselje, ki obsega tudi okoliške zaselke Buža, Forteca, Moretini, Reber in Risoti ter Valmarin ob reki Rižani. Višje proti vzhodu ležijo Zgornje Škofije, ki so samostojno naselje.

## Zgodovina
Iz časov Rimskega cesarstva so pri (sedanjih Hrvatinih), v Božičih, ohranjeni ostanki obcestnega gradišča, iz katerega so nadzirali promet na rimski cesti, ki je skozi Škofijski prag povezovala Trst (Tergeste) z mesti v Istri. 
Po drugi svetovni vojni (od 12. junija 1945 do 5. oktobra 1954), ko so Plavje še spadale pod občino  Milje, je v bližini potekala Morganova demarkacijska črta Svobodnega tržaškega ozemlja med conama A in B. 
Angleško-ameriška administracija je upravljala njegov severni del (cono A), ki je obsegala Trst z okolico in železniško progo Trst-Gorica. Cona B, ki je obsegala severni del Istre, od Plavij vse do reke Mirne, je bila pod jugoslovansko vojaško upravo. Z londonskim memorandumom iz leta 1954 je STO prenehalo obstajati, cona B pa je bila priključena Jugoslaviji. Dokončno je bila meja med Italijo in Jugoslavijo potrjena z osimskim sporazumom, ki sta ga podpisali Socialistična federativna republika Jugoslavija in Republika Italija 10. novembra 1975 v italijanskem mestu Osimo.
Meja med Italijo in Jugoslavijo je za dolgo vrsto let neživljenjsko ločila prebivalce nekdaj enotnih zaselkov v okolici.

## Spodnje Škofije danes
Spodnje Škofije so samostojno naselje od leta 1961.
Naselje je najbolj zaznamovala obmejna lega, z nekdanjim mejnim prehodom z mednarodnim mejnim prehodom Škofije, zato je v naselju delovalo več trgovin in agencij, razvita je bila tudi obrt.
Nekdanje kmečko naselje, kjer so od nekdaj pridelovali zgodnje vrtnine, se ukvarjali z vinogradništvom in oljkarstvom, je danes povsem urbanizirano. V jedru večinoma obcestnega naselja stoji  župnijska cerkev Srca Jezusovega.

## Prometne povezave nekoč in danes

### Via Flavia oz. Strada Dolphina
Prvo zgodovinsko poročilo o tej cestni povezavi sega v leti 78 in 79 našega štetja, ko je rimski cesar Vespazijan dal zgraditi cesto od Trsta do Pulja. Dokončal jo je njegov sin in po njunem rodbinskem imenu je dobila ime Via Flavia. Verjetno prav njej pripadajo leta 2002 najdeni ostanki cestnega tlaka na ankaranskem križišču Bivje (Bivio). Za časa Beneške republike jo je dal leta 1775 s sredstvi iz javnih financ obnoviti koprski podeštat in načelnik Istre Pietro Dolphino, zato je dobila ime »Strada Dolphina«. Nanjo spominja kopija odlomka stebra iz leta 1776, z dodano napisno ploščo, ki sta bila leta 2005 postavljena na trgu pred župnijsko cerkvijo.

### Državna cesta št. 15/Strada statale N° 15
V obdobju Kraljevine Italije so leta 1935 zaključili gradnjo nove ceste med Trstom in Puljem, (ki je bila speljana skozi Spodnje Škofije) in ji ponovno nadeli ime »Via Flavia«, z oznako Strada statale N° 15. Med Glinščico in Koprom je bila to le razširjena, modernizirana in asfaltirana trasa nekdanje Dolfinove ceste.

### Hitra cesta H5
Leta 2005 je bil končan in v promet predan odsek hitre ceste H5, od križišča (Bivje/Bivio) do državne meje z Italijo v Rabujezu, tudi z izvozom/uvozom za Spodnje Škofije ter Ankaran.

## Znani škofjoti in škofjote
- Herman Pečarič (1809 - 1981), slikar